# Aglaostene
Aglaostene (Nasso?, IV secolo a.C. – III secolo a.C.) è stato uno storico greco antico.

## Biografia
Di Aglaostene non si hanno dati biografici certiː probabilmente vissuto tra fine del IV ed inizio del III secolo a.C., si presuppone fosse di Nasso, visto che scrisse ampiamente su temi di interesse mitologico e storico di quell'isola.

## Opere
Di questo autore si conosce il titolo di un'opera, Ναξιακά (Naxiakà), ovvero una Storia di Nasso, di cui restano 7 frammenti, citati da Plinio(un frammento riguardante le denominazioni di Delo), Igino(su questioni relative a mitologia astrale, come pure Eratostene nei Catasterismi), Ateneo (relativamente ad un epiteto di Dioniso) e soprattutto Giovanni Tzetzes.